# Schwarzensee (Strasburg)
Schwarzensee ist ein Ortsteil der amtsfreien Stadt Strasburg (Uckermark) im Landkreis Vorpommern-Greifswald in Mecklenburg-Vorpommern.

## Geographie
Der Ort liegt vier Kilometer nördlich der Stadt Strasburg (Uckermark) im Süden seiner gleichnamigen Gemarkung, welche vollumfänglich Teil des Landschaftsschutzgebietes Brohmer Berge und des Naturparks Am Stettiner Haff ist. Die Nachbarorte sind Gehren im Norden, Klepelshagen, Burgwall und Rosenthal im Nordosten, Hansfelde und Wilhelmslust im Südosten, Schwarzensee-Siedlung im Süden, Karlsfelde, Marienfelde und Schönburg im Südwesten sowie Schönhausen und Georgenthal im Nordwesten. Der Ort liegt im Süden der Brohmer Berge.

## Geschichte und Etymologie
1864 wies der Berliner Stadtarchivar Ernst Fidicin in seiner Aufzeichnung zu den „Territorien der Mark Brandenburg“ darauf hin, dass Swartensee oder Swarßenße bereits im Landbuch Karls IV. erschien – wenn auch ohne einen Hinweis auf die Bedeutung des Namens. Es ist also davon auszugehen, dass der Ort bereits im 14. Jahrhundert existierte.
Im Jahr 1731 wurde zwischen der Stadt Strasburg und dem Gut Schwarzensee ein Vergleich über den Verlauf der Grenze zwischen ihren Fluren getroffen. In dem sogenannten Grenzrezeß wurde u. a. festgelegt, dass die südliche Grenze des Gutes beim Luch verläuft. Diese Flur wurde die Zwutsche genannt und sie bildet noch im 21. Jahrhundert den Südrand der Gemarkung von Schwarzensee. Er vermutete daher, dass der Ort zu dieser Zeit bereits eine wüste Feldmark gewesen sei, zumal auch in weiteren Urkunden diese Beschreibung aufscheint. Die Gemarkung soll sich zu dieser Zeit im Besitz derer von Raven und derer von Fahrenholz befanden haben, die als uckermärkischer Adel in der Region seit vielen Jahrhunderten herrschten. Im 17. Jahrhundert erwarb Arnim zu Lüßelow das Gut, der es jedoch zu einem bislang nicht bekannten Zeitpunkt an Hans Anton Joachim von Arnim wieder veräußerte. 1741 hielt Anton Dietlef von Arnim das Kirchenpatronat inne und ließ eine Fachwerkkirche errichten. Aus dem Jahr 1774 sind 10 Wohnhäuser überliefert, in denen 45 Einwohner lebten. 1782 gelangte das Gut an Jacob Heinrich Ludwig von Arnim-Suckow. Bis 1816 gehörte Schwarzensee zum Uckermärkischen Kreis, ein Teil der historischen Landschaft Uckermark der Mark Brandenburg. 1817 erschien Schwarzensee im Ortschafts-Verzeichniß des Regierungs-Bezirks Potsdam nach der neuesten Kreiseintheilung vom Jahre 1817 mit einem Vorwerk, in dem insgesamt 88 Einwohner lebten. Als Besitzer wurden darin die von Arnimschen Erben bezeichnet. Als weitere Besitzer werden der Landrat von Arnim, der Leutnant von Arnim sowie 1850 der Rittergutsbesitzer Keibel genannt. Zehn Jahre zuvor, im Jahr 1840, lebten im Ort 109 Einwohner in neun Wohnhäusern; 1861 waren es zehn Wohnhäuser mit 142 Einwohnern. Hinzu kamen drei öffentliche Gebäude sowie 16 Wirtschaftsgebäude.
Im Rahmen der Bildung von Provinzen und Regierungsbezirken in Preußen, kam der Ort zum Kreis Prenzlau im Regierungsbezirk Potsdam der Provinz Brandenburg. Zum 1. Juli 1950 wurde die Gemeinde Schwarzensee dem neu gebildeten Landkreis Pasewalk im damaligen Land Mecklenburg zugeordnet. Am 25. Juli 1952 wurde die Gemeinde ein Teil des neuen Kreises Strasburg im Bezirk Neubrandenburg der DDR. In dieser Zeit war die Fachwerkkirche mittlerweile baufällig geworden und wurde abgetragen. 1968 begannen Handwerker, einen Neubau zu errichten, der 1969 eingeweiht wurde.

## Kultur und Sehenswürdigkeiten

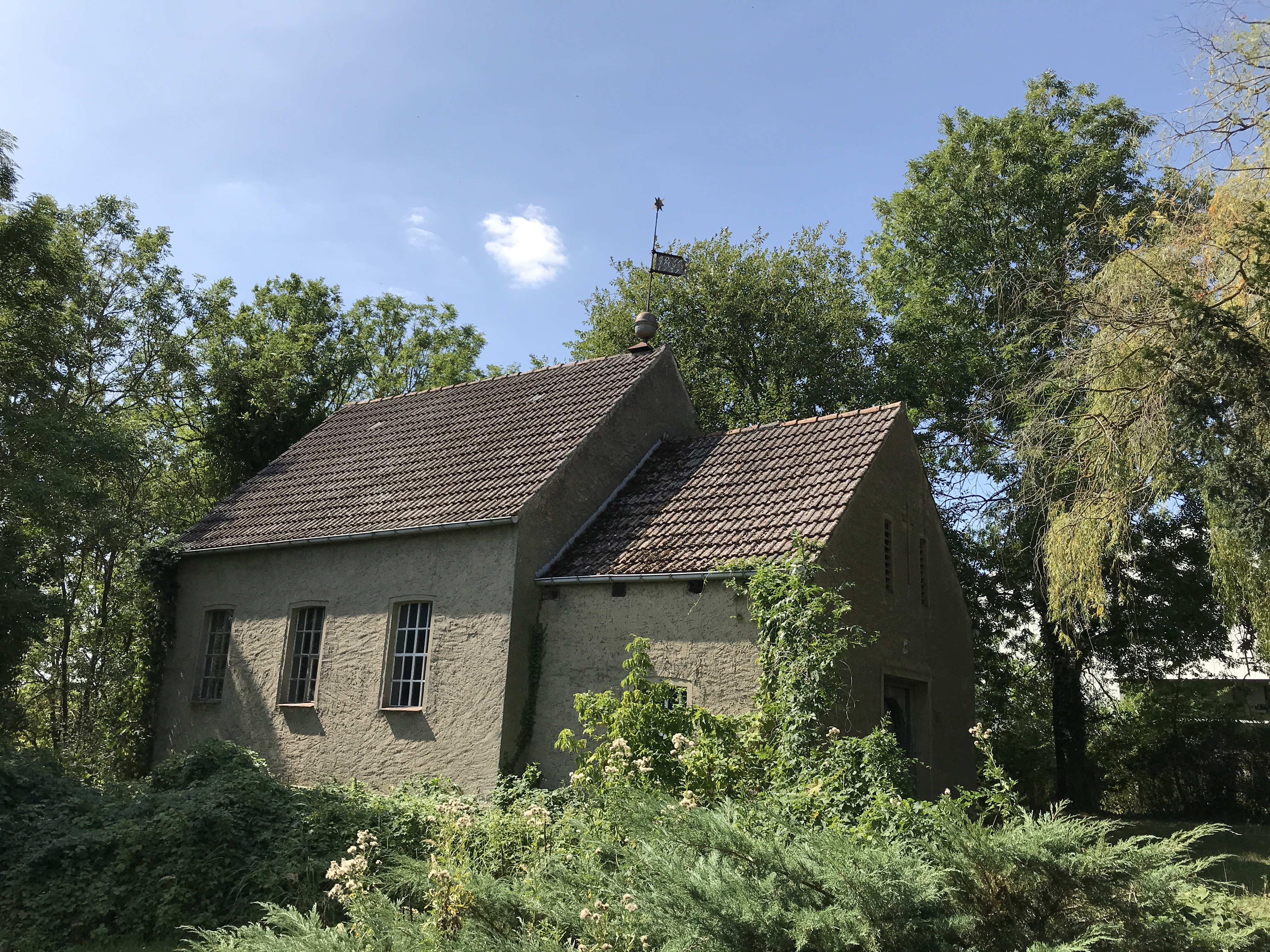
Kirche Schwarzensee

Die Kirche Schwarzensee entstand in den Jahren 1968/1969 unter Einbeziehung eines Vorgängerbaus aus dem Jahr 1740. Im Dachstuhl hängt eine Glocke aus dem Jahr 1743.
Durch den Ort verläuft die Eiszeitroute Mecklenburgische Seenplatte, ein 666 km langer Radrundroute.

## Wirtschaft und Infrastruktur
Der größte Arbeitgeber ist ein Dienstleistungsunternehmen für die Landwirtschaft. Dort werden unter anderem Stallanlagen, Mehrzweckhallen und Biogasanlagen produziert.
Die Straße Schwarzensee führt von Nordwesten kommend in den Ort. Dort umspannt sie den historischen Dorfanger und führt in östlicher, aber auch in nördlicher und südlicher Richtung aus dem Ort. Nach Westen besteht über Schönhausen ein Anschluss an die Bundesautobahn 20, nach Süden über die Straße Schwarzensee Siedlung nach Strasburg (Um.). Die Linie 812 verbindet den Ort mit Strasburg (Um.) und Rothemühl.